# Besar Halimi
Besar Halimi, född 12 december 1994 i Frankfurt i Tyskland, är en tysk-kosovansk fotbollsspelare (mittfältare) som spelar för den tyska klubben Hallescher FC.